# Cine Gran Odeón (Concordia)
El Teatro Gran Odeón, gestionado por la Fundación Odeón, está situado en Concordia (Argentina), en la calle Entre Ríos. Funciona como sala de teatro.
El 13 de septiembre de 1913 se inauguró el edificio, cumpliéndose un largo anhelo de su gestor y fundador D. Casiano Garate. La historia de la centenaria institución de la cultura concordiense  se ha construido a través de cuatro etapas.
Primera etapa: comprendió el proyecto del edificio, su construcción e inauguración. Moderna construcción para la época de 200 butacas en la planta baja y 300 en la alta más un amplio escenario. En ese día inaugural actuó la Compañía Lírica Italiana. Muchas fueron las expresiones del arte teatral  y musical que deleitaron a Concordia.
Segunda etapa: la 1ª. Guerra Mundial trajo dificultades para la llegada del Viejo Mundo espectáculos de jerarquía. La crisis sumó deudas. Garate hipotecó el edificio y en 1919 lo vendió a Antonio Pérez quien alquiló la sala. Se hicieron reformas en 1926. Siguió funcionando y el cine fue el gran atractivo, aunque siguió desarrollando el teatro. En 1942 se iniciaron grandes reformas en el edificio con un interior remozado y 1.700 localidades. Se lo inauguró como Gran Odeón en 1947.
Tercera etapa: Hubo grandes realizaciones en el cine preferentemente, sin dejar de lado la esencia del Odeón como lo era el teatro. La sala siempre estuvo colmada. Se recuerda el “matiné” de los domingos, “fémina” los martes, el “continuado” de los miércoles y los “estrenos” de jueves y sábados. Además espectáculos de jerarquía como “Los Niños cantores de Viena”, el “Coro de Pamplona”, “Coro Estable de Concordia”, etc. agregándose ballet, conciertos, sinfónicas y el mayor desarrollo teatral de entusiastas de Concordia.
Cuarta etapa: por muchas razones cerró sus puertas en 1989. Concordia sintió su desaparición y, así, con el correr de los días se fue gestando un estado de ánimo, basado en la esperanza de un resurgimiento. En 1996 comenzó el camino que contó con muchas adhesiones de instituciones públicas y privadas. Se constituyó la Comisión Promotora de la Fundación Odeón, la que dio lugar a la actual Fundación Odeón la que se encargó, una vez adquirido terreno e instalaciones, a la modernización total de la sala y su exterior. El 7 de julio de 1998, previa inauguración, quedó habilitada para brindar cine y las más altas expresiones de la cultura.